# Zincrosélite
La zincrosélite est un minéral de la classe des phosphates, qui appartient au groupe de la rosélite. Il a été nommé ainsi comme étant membre du groupe de la rosélite avec du zinc dominant.

## Caractéristiques
La zincrosélite est un phosphate de formule chimique Ca2Zn(AsO4)2·2H2O. Elle a été approuvée comme espèce valide par l'Association internationale de minéralogie en 1985. Elle cristallise dans le système monoclinique. Sa dureté sur l'échelle de Mohs est de 3.

## Classification
Selon la classification de Nickel-Strunz, la zincrosélite appartient à : "08.CG - Phosphates sans anions supplémentaires, avec H2O, avec des cations de taille moyenne et grande, RO4:H2O = 1:1", avec les minéraux suivants : cassidyite, collinsite, fairfieldite, gaitite, messelite, parabrandtite, talmessite, hillite, brandtite, rosélite, wendwilsonite, rruffite, ferrilotharmeyerite, lotharmeyerite, mawbyite, mounanaïte, thometzékite, tsumcorite, cobaltlotharmeyerite, cabalzaritze, krettnichite, cobalttsumcorite, nickellotharmeyerite, manganlotharmeyerite, schneebergite, nickelschneebergite, gartrellite, helmutwinklérite, zincgartrellite, rappoldite, phosphogartrellite, lukrahnite, pottsite et nickeltalmessite.

## Formation et gisements
Elle a été découverte dans la mine Tsumeb, dans la région d'Oshikoto, en Namibie. Elle a également été décrite dans le district de Bou Azzer, dans la région de Drâa-Tafilalet, au Maroc. Ce sont les deux seuls endroits où cette espèce a été trouvée.